# نفل داسيوري
النفل الداسيوري (باللاتينية: Trifolium dasyurum) هو أحد الأنواع في جنس النفل من الفصيلة البقولية.

## الموئل والانتشار
موطنه بلاد الشام ومصر وقبرص وتركيا واليونان.

## مرادفات للاسم العلمي
- (باللاتينية: Trifolium formosum d'Urv.)
- (باللاتينية: Trifolium velivolum Paine)